# Wyeomyia pseudorobusta
Wyeomyia pseudorobusta är en tvåvingeart som beskrevs av Pajot och Fauran 1975. Wyeomyia pseudorobusta ingår i släktet Wyeomyia och familjen stickmyggor.
Artens utbredningsområde är Franska Guyana. Inga underarter finns listade i Catalogue of Life.